# Anna-Göldi-Menschenrechtspreis
Der Anna-Göldi-Preis (zuvor auch Anna-Göldi-Menschenrechtspreis genannt) wird alle zwei Jahre am Anna-Göldi-Gedenktag von der Anna-Göldi-Stiftung verliehen. Der Preis ist eine Auszeichnung für Persönlichkeiten, die sich für Menschenrechte und gegen Willkür einsetzen.

## Zweck der Preisverleihung
Einerseits sollen Personen geehrt werden, die sich besonders um die Wahrung der Menschenrechte und gegen die Willkür verdient gemacht haben, andererseits soll ein breites Publikum angesprochen werden, sich mit dem Thema auseinanderzusetzen.

## Preisträger
- 2009: Der Schweizer Jurist Luzius Wildhaber zeichnet sich durch sein Engagement für die Durchsetzung der Menschenrechte aus.
- 2011: Islamwissenschaftlerin Amira Hafner-Al Jabaji setzt sich für den konstruktiven Dialog zwischen Muslime und Christen ein.[1]
- 2015: Ursula Biondi (Menschenrechtsaktivistin, als junge Frau administrativ versorgt) sowie Arthur Honegger (Journalist, ehemaliges Verdingkind)[2]
- 2018: Mariella Mehr (Schriftstellerin, Opfer des Hilfswerks Kinder der Landstrasse)[3]
- 2020: Verein Miteinander Valzeina[4][5]